# Clavigeroniscus orghidani
Clavigeroniscus orghidani is een pissebed uit de familie Styloniscidae. De wetenschappelijke naam van de soort is voor het eerst geldig gepubliceerd in 1981 door Vandel.